# Francesco Delpiano
Don Francesco Delpiano (Canale, 30 marzo 1930 – Torino, 29 maggio 1972) è stato un presbitero, missionario e architetto italiano.
Appartenente alla Società Salesiana di San Giovanni Bosco, esercitò l'attività missionaria in Brasile.

## Le missioni in Italia

### Torino
Ha cominciato il suo impegno di salesiano all'oratorio della Crocetta e di cappellano all'Ospedale Infantile Regina Margherita.
Dal 1968 seguiva l'Operazione Mato Grosso, movimento giovanile in favore dei poveri, come sacerdote, animatore e organizzatore nei gruppi e nelle realizzazioni.
il 25 maggio del 1970, con suor Silvia Vecellio, partì per il lebbrosario di Campo Grande, città gemellata dal 2002 con Torino. Il testamento all'OMG : "Quello che non riesco a fare io..., che non sono più capace di fare... dovete farlo voi."
5 giugno 2010, il Presidente del Consiglio comunale Giuseppe Castronovo, altre autorità di Torino, amici e familiari hanno partecipato all'intitolazione della piazza Don Franco Delpiano, sita alla confluenza tra i corsi Rosselli, Lione e Mediterraneo e via Martini Mauri.
Porta altresì il suo nome la scuola elementare di São Julião in Brasile.

## Le missioni in Brasile

### Campo Grande del brasile

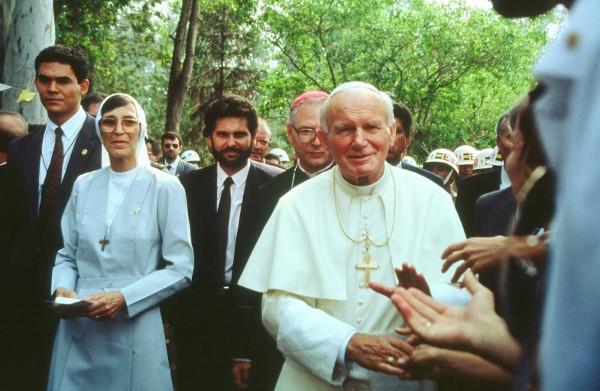
Suor Silvia e Giovanni Paolo II

Nel 1970, ha condotto la prima spedizione di volontari presso il lebbrosario São Julião in Brasile ed ha contribuito alla completa ristrutturazione dello stesso, progettandone con il collega Carlo Amerio il nuovo piano di insediamento edilizio e paesaggistico, e la clinica. Insieme a suor Silvia Vecellio è stato il promotore dell'Associazione per il Recupero degli Hanseniani. Colpito da leucemia fulminante è dovuto rientrare in Italia. È morto all'ospedale Molinette di Torino il 29 maggio 1972.
Il lavoro concreto dei volontari, negli anni, trasformò completamente l'asilo-colonia abbandonato e diede origine ad una associazione di sostegno: ciò contribuì decisivamente a trasformare il complesso nel più moderno, umano e bell'ospedale di Campo Grande.
Ancora oggi l'Ospedale São Julião riceve giovani italiani che prestano aiuto in differenti campi di lavoro, così come aveva previsto Franco Delpiano.

## L'attività di architetto

Cappella "Madonna dei Ghiacciai"

Si laurea nel 1968 al Politecnico di Torino con una tesi progettuale il cui relatore è Carlo Mollino. Nel 1969 è nominato membro della Commissione Liturgica di Arte Sacra di Torino e delegato per il Cardinale Michele Pellegrino alla ristrutturazione degli altari sulle indicazioni del Concilio Vaticano II. La sua prima opera è la cappella "Madonna dei Ghiacciai" sul Monte Rosa (3647 mt) nota per essere l'edificio di culto a più alta quota in Europa. Ha progettato con Domenico Bagliani, Andrea Bersano Begey, Virgilio Corsico, Sisto Giriodi, Erinna Roncarolo il centro giovanile di Pozzoleone nel Vicentino; con Beppe Delpiano la palestra del centro salesiano di Castelnuovo Don Bosco (AT), il presbiterio della chiesa Madonna dei Pescatori di San Mauro (TO), e della chiesa dell'Istituto Cardinal Cagliero di Ivrea, con Guido Morbelli la cappella salesiana Regione Crocetta a Saint Jacques (AO). Con Ugo Bellei ha restaurato la chiesa di Santa Maria della Scala di Moncalieri (TO), introducendo un nuovo concetto di confessionale che elimina la grata tra penitente e confessore per accoglierli entrambi in un involucro nel quale il dialogo avviene in maniera aperta e frontale. Il linguaggio architettonico utilizzato si allontana dal vernacolo e dai tradizionalismi, alla ricerca di forme e volumi semplici con la volontà di scardinare banali consuetudini; non è un caso che la cappella sul Monte Rosa tragga spunto da una semplice baracca di cantiere in lamiera grecata, ingentilita dall'andamento lievemente inclinato dell'unica falda di copertura.
Ma l'opera che si potrebbe identificare col suo spirito è l'Ospedale São Julião di Campo Grande.